# П'єр Мільман
П'єр Давидович Мільман FRSC (рос. Пьер Д. Мильман, нар. 1945) — канадський математик українського походження, професор Торонтського університету, який працює в галузі алгебричної геометрії та диференціальної геометрії.

## Життєпис
П'єр народився в родині математиків Мільманів. Його батько — українсько-ізраїльський математик Давід Мільман, співавтор теореми Крейна-Мільмана. Його брат Віталій Мільман — професор математики в Тель-Авівському університеті.
Він закінчив математичний факультет Ломоносовського університету в 1967 році, а потім кілька років працював у фізичному інституті в Москві. У 1975 році він здобув ступінь доктора філософії в Тель-Авівському університеті
У 1967 році Мільман закінчив математичний факультет Московського університету ім. Ломоносова зі ступенем бакалавра, а потім кілька років працював дослідником в Інституті хімічної фізики, а потім фізики твердого тіла в Москві.
В 1975 році він здобув ступінь доктора філософії в Тель-Авівському університеті і в тому ж році перейшов до Університету Торонто, де був математиком-дослідником (за підтримки NSERC) у 1980-х роках і професором з 1986 року. Він був запрошеним професором і науковим співробітником в Японії, Австралії, в Інституті математики Макса Планка, Інституті Вейцмана та IHES, серед інших.
Мільману та Едварду Бірстоуну вдалося значно спростити доведення розв'язності сингулярностей над полями з характеристикою 0 Хейсуке Хіронаки, доведення якого з 1964 року вважалося дуже складним і непрозорим. Крім того, їх доведення було ефективним (алгоритмічним). Починаючи з 1990-х років, спрощенням та аналізом цього доведення займалися й інші математики з усього світу, в тому числі з огляду на те, що відповідна проблема в довільній характеристиці все ще залишається значною мірою відкритою.
У 2003 році разом з Бірстоуном та Вєславом Павлуцьким він також зробив внесок у розв'язання задачі Гаслера Вітні про розширення диференційовних функцій, яку потім розв'язав Чарльз Фефферман.

## Нагороди
У 1997 році він був обраний членом Королівського товариства Канади. У 2002 році він був нагороджений дослідницькою стипендією Кіллама, а у 2005 році разом з Бірстоуном отримав премію Джеффрі-Вільямса.